# ويليام لاينغ
ويليام لاينغ هو فنان كندي، ولد في 1944 في غلاسكو في المملكة المتحدة.